# Stirling Torques
Stirling torques var et fund af fire torques, en slags vredne halskæder fra Jernalderen (fra mellem 300 og 100 f.Kr.) og som bevidst blev begravet. De blev fundet ved hjælp af en metaldetektor på en mark ved Blair Drummond, Stirlingshire i Skotland den 29. september 2009. Skatten er beskrevet som den mest betydningsfulde opdagelse af jernaldersmykker i Skotland og er af international betydning. De blev vurderet til £462.000, og efter offentliggørelsen blev de inddraget af National Museums of Scotland i marts 2011.